# Сквер имени де Волана
Сквер имени де Волана (укр. Сквер імені де Волана) — городской сквер в Тирасполе. Расположен в центре города напротив памятника Александру Суворову. Назван в честь первого архитектора города Франца Павловича де Волана.

## Описание
Сквер вытянут параллельно центральному проспекту Тирасполя и набережной Днестра до моста. Длина сквера примерно 250 м, то есть один городской квартал, ширина меньше — не более 100 м. На территории сквера находятся памятники Екатерине Второй, Францу Де Волану, Валентине Соловьёвой, Григорию Потёмкину, Игнату Дьяченко и Виктору Синёву.

## История
Торжественное открытие сквера состоялось 14 октября 2007 года, в день празднования 215-й годовщины основания Тирасполя. Сразу за сквером начинается мемориал боевой славы, а ниже него находится набережная Днестра.
В 2012 и 2013 годах главная новогодняя ель столицы располагалась в Сквере имени Де Волана.
В ноябре 2014 года был объявлен конкурс на лучшее обустройство сквера имени де Волана.